# ファニーカンパニー (テレビアニメ)
ファニーカンパニー（The Funny Company）とは、1963年に製作されたアメリカ合衆国のテレビアニメ。

## 制作・放送
このファニー・カンパニーという番組は、ケン・スナイダー・プロダクションのケン・スナイダーとチャールズ・コレンが、6分の短編を全260話も制作した（後にジェットのロジャー（1965年の作品、日本では1967年4月にTBSテレビで放送）を制作）。マテル社は金融支援として提供。
この番組はシンジケーションとして全国の地方局に放送され、アメリカでは当時ABCとNBCの関連会社（現在はNBCのみ）だったen:KOMU-TVで放送。
日本では1964年4月13日から7月17日まで東京12チャンネル（テレビ東京）で平日18時20分 - 18時30分に放送された。同局のマンガ大行進（月曜 - 金曜 18時30分 - 19時00分の第2部（18時45分 - 19時00分））で再放送された際ではタンビーの冒険と一緒に放送された。

## キャラクター
ブザー・ベル
声 - ディック・ビールス
ジャスパー
声 - ディック・ビールス
ポリー
声 - ロビー・レスター
メリー
声 - ナンシー・ワイブル
シュリンキン・バイオレット
声 - ナンシー・ワイブル
テリー
声 - ケン・スナイダー（愛川欽也）
姿はプテラノドン
ブロックン・フェザー
声 - トム・トーマス
日本語では「ダメになった羽」を意味する。
ドクター・トッド・グッドハート
声 - ハル・スミス
ドクター・ラッドウィグヴォン
声 - ハル・スミス
ドクター・ベリー・ラグナー
声 - ハル・スミス
ドクター・ウェイシュマー
声 - ハル・スミス
ドクター・ハンス
声 - ハル・スミス
- その他 - 市川千恵子（少女の声）[4]